# Armenia (Quindío)
Pour les articles homonymes, voir Armenia.
Armenia est une ville de Colombie et la capitale du département du Quindío. Surnommée « La ciudad milagro » (la ville miracle), elle est située à 178 km (290 km par la route) à l'ouest de la capitale de la Colombie, Bogota. La ville se trouve à 1 480 m d'altitude et couvre une superficie d'environ 121 km2. C'est une des trois villes principales du Triangle du café en Colombie et fait partie du Paysage Culturel du Café de la Colombie declaré comme patrimoine mondiale de l'UNESCO. Pour l'année 2023, la ville comptait avec une population urbaine de 309 320 habitants, et métropolitaine de 510 132 habitants.
Cette ville de taille moyenne se trouve parfaitement entre Bogotá, Medellín et Cali, les trois plus importantes villes de la Colombie, lequel fait que Armenia devient un point commercial et touristique intermédiaire entre les trois. 
La température moyenne est comprise entre 18 et 25 °C, ce qui explique son attrait pour de nombreux colombiens.
Le 25 janvier 1999, la ville souffrit un très fort séisme qui laissa plus de 1 300 morts et plus de 3 000 blessés. Malgré la catastrophe, la ville a réussi sa reconstruction qui a bien changé l'image de Armenia de celle d'un vieux village à celle d'une ville moderne et compétitive.
L'aéroport international qui dessert la ville de Armenia est l'Aéroport International El Edén (IATA : AXM). Cette installation se trouve à l'extérieur de la zone urbaine de la ville, près de la municipalité de La Tebaida.

## Relations internationales

### Jumelage
La ville de Armenia est jumelée avec :
 Raipur, Chhattisgarh, Inde.

## Galerie

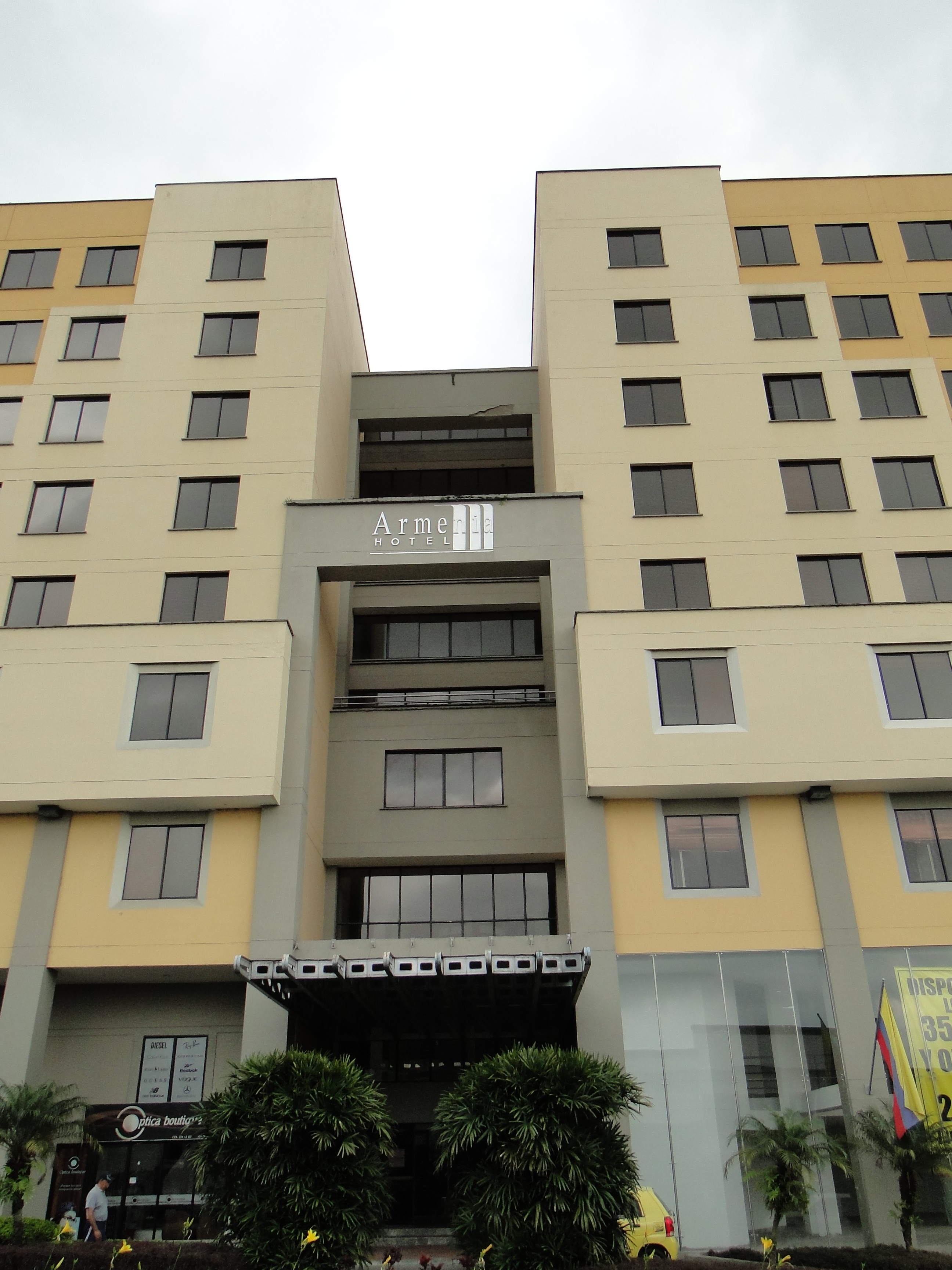
L'hôtel « Armenia »
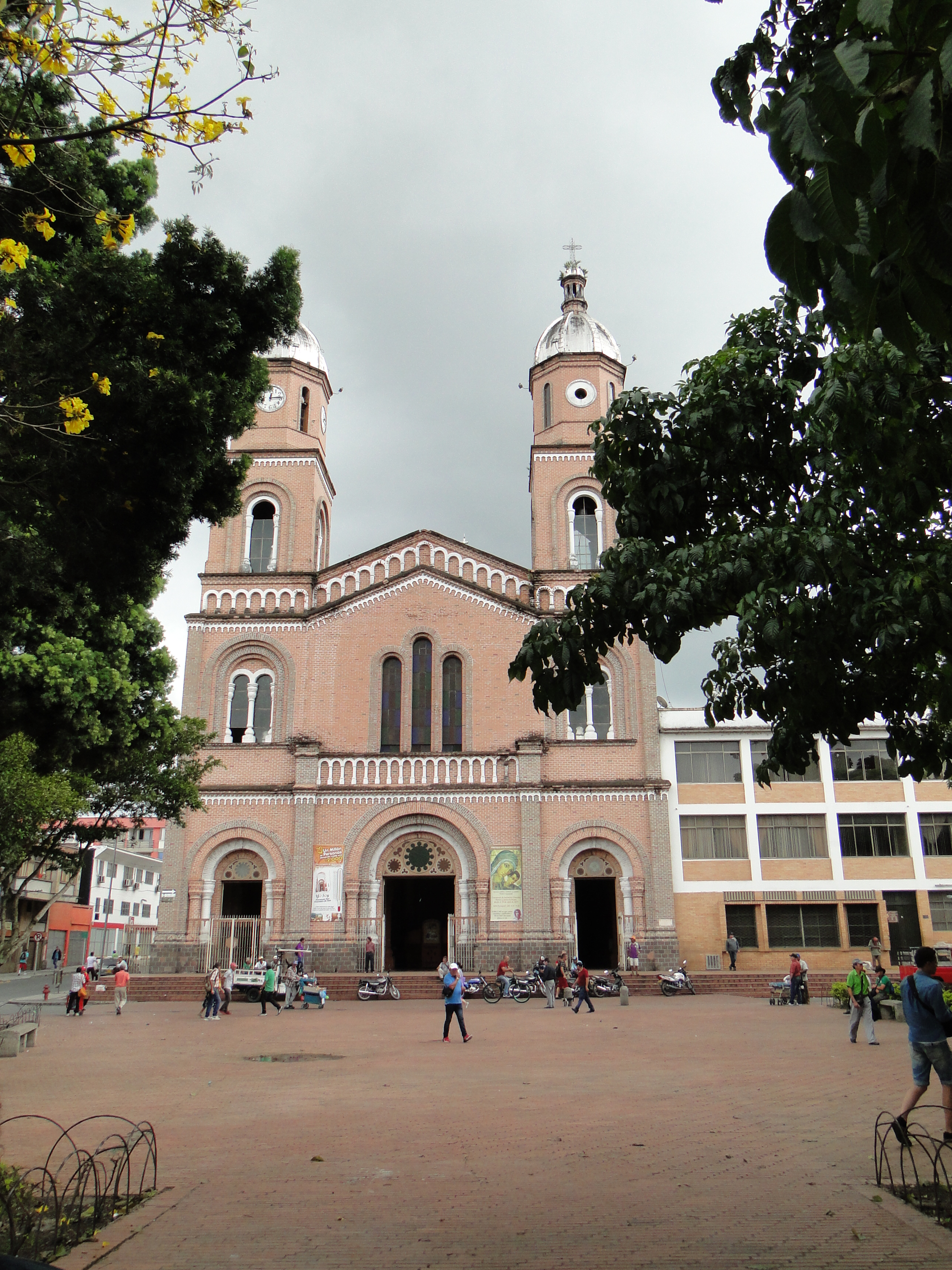
Église de Saint-François d’Assise sur le Parc de la Quindianité
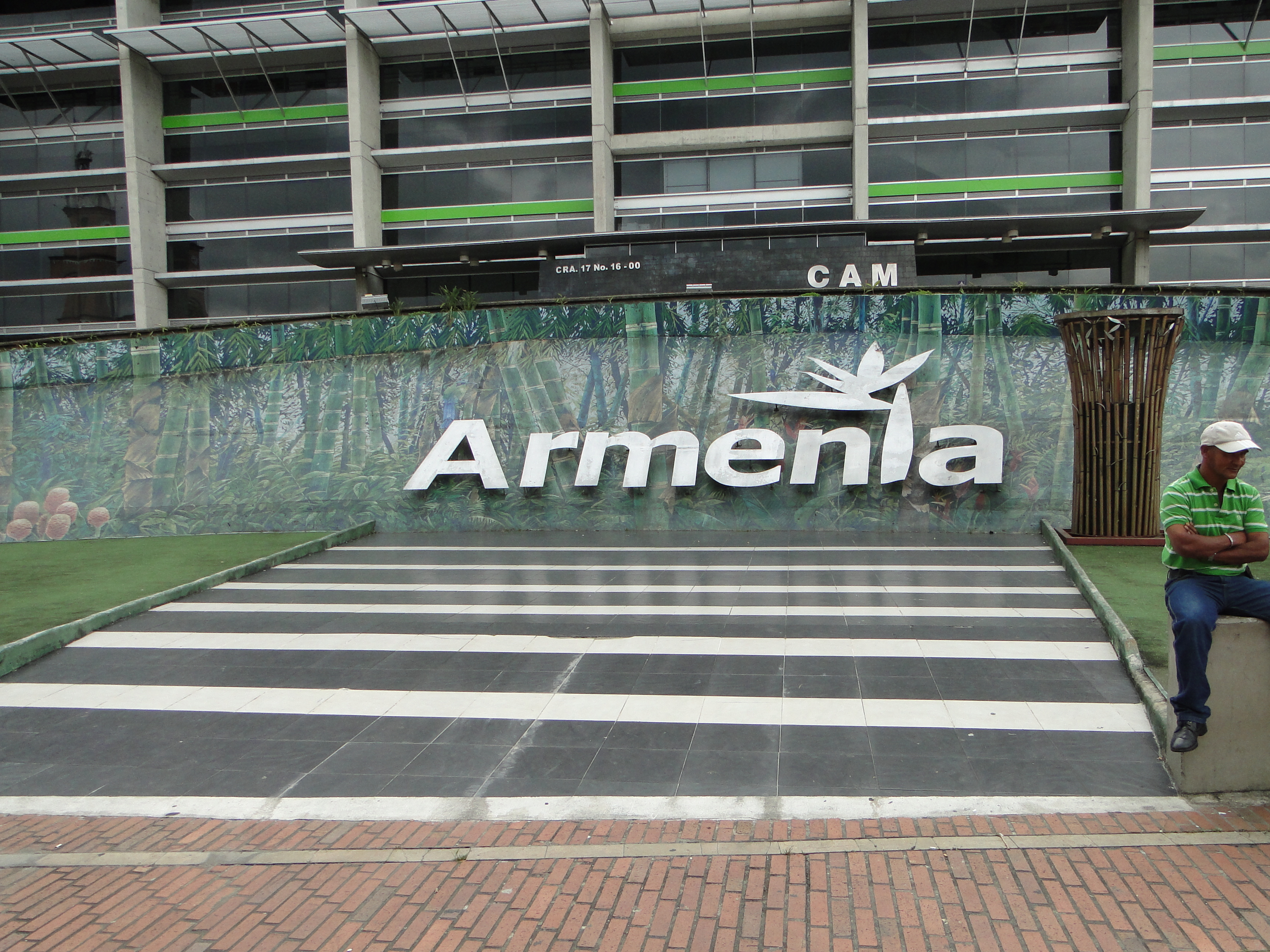
Fontaine sur le Parc de la Quindianité
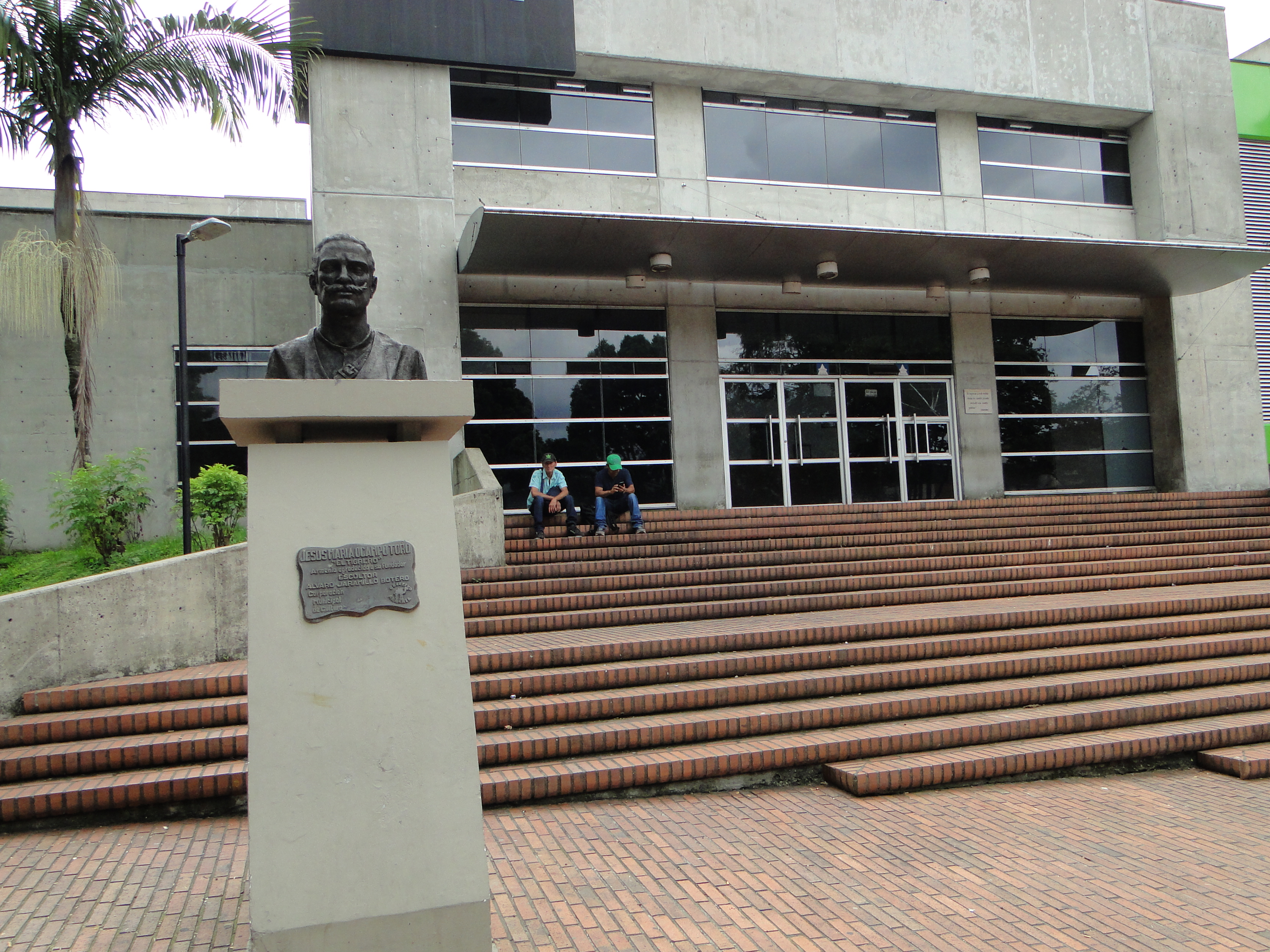
Hôtel de Ville de Armenia
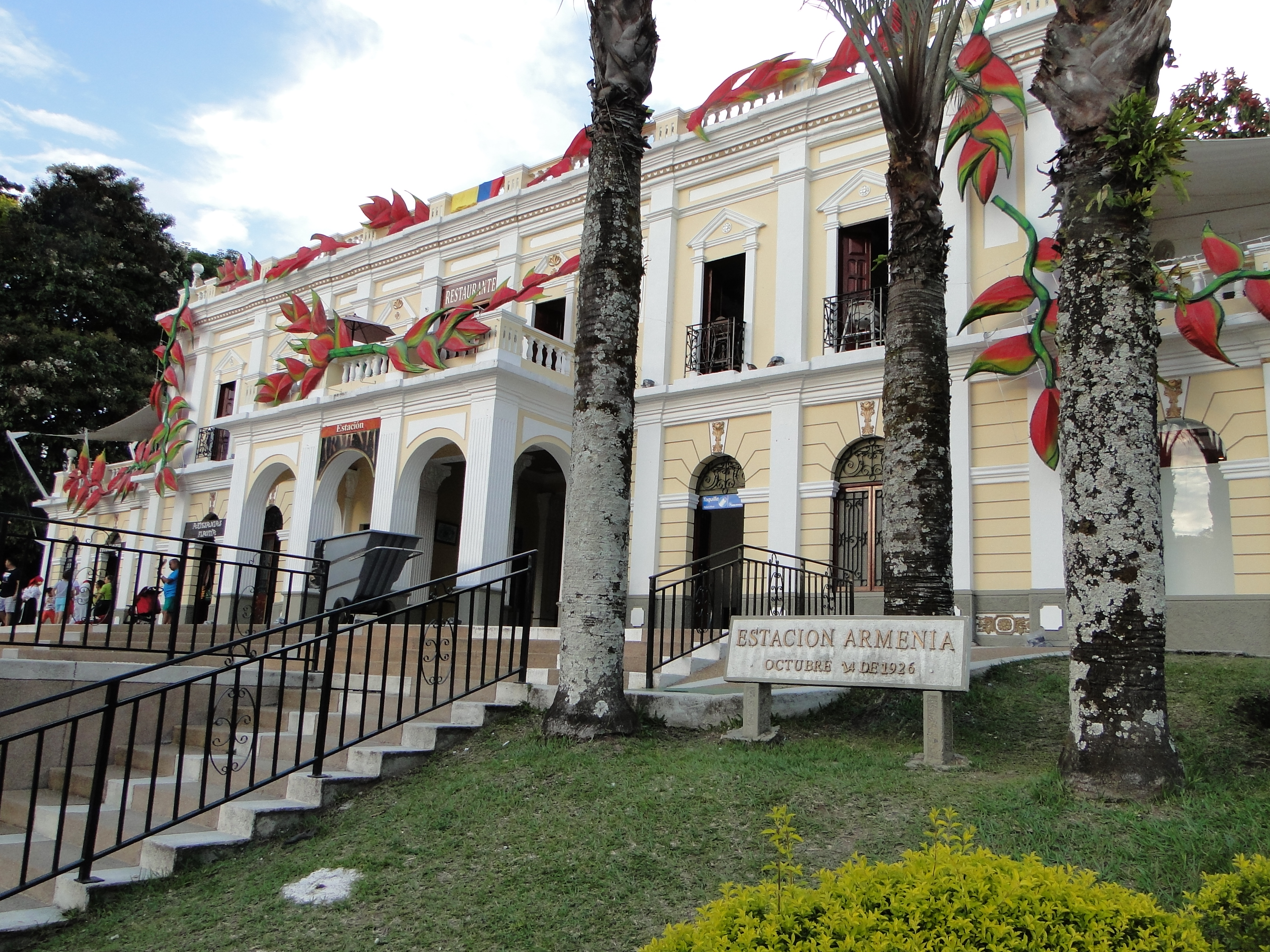
Réplique de l'ancienne gare de Armenia au Parc National du Café
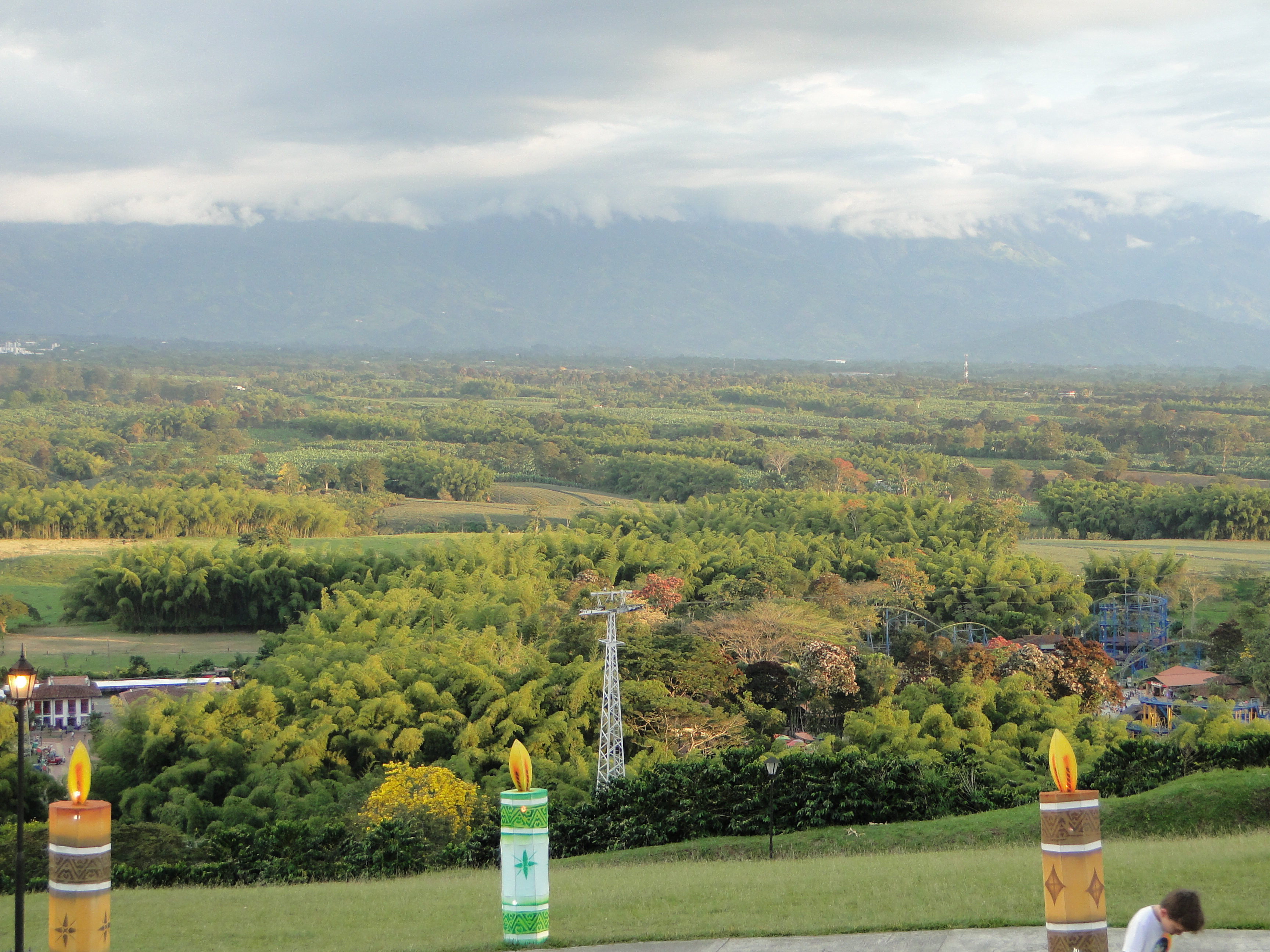
Plantations de café autour de la ville
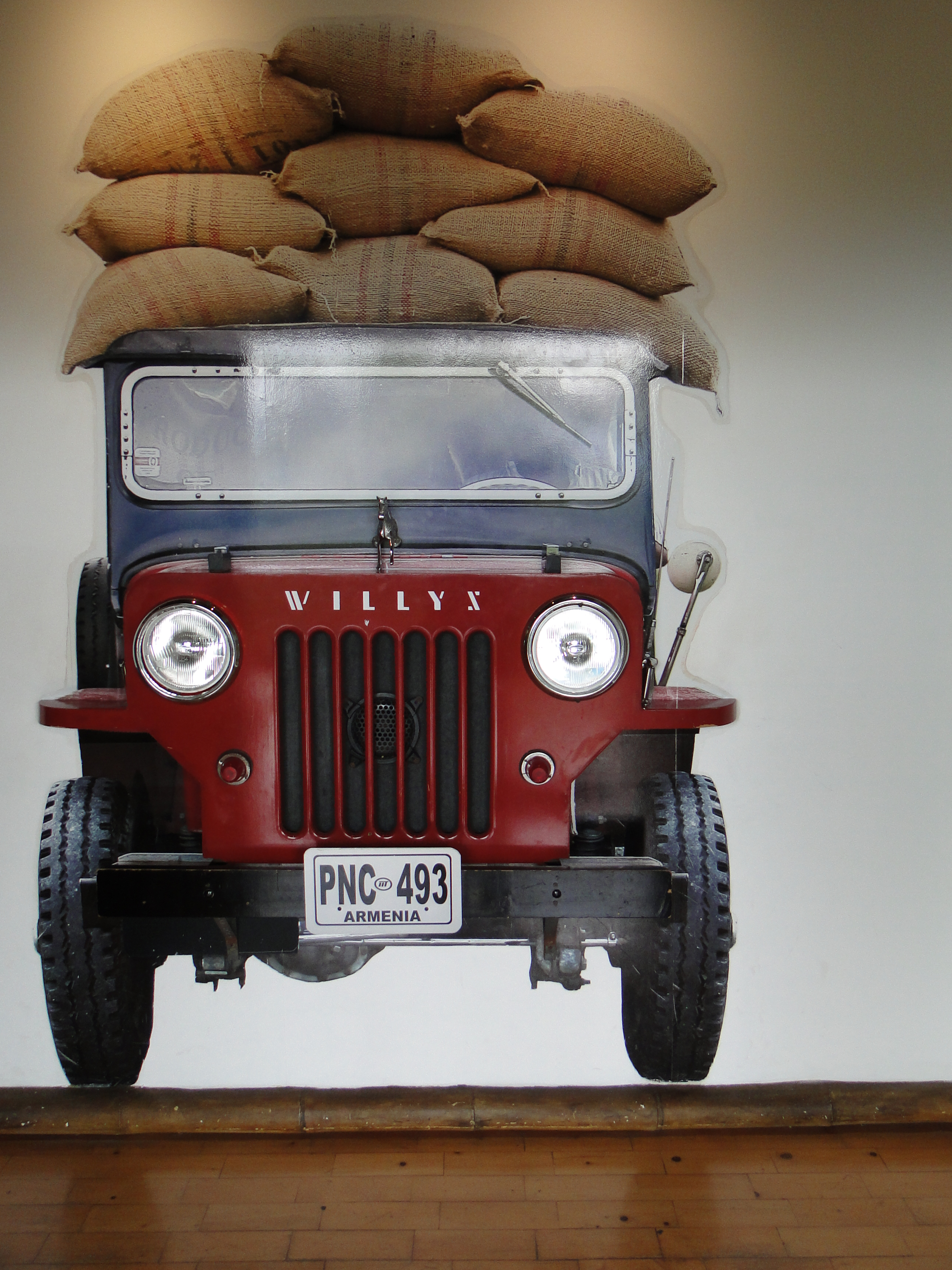
Voiture Jeep Willys, méthode de transport traditionnel.